# Seattle Seahawks
Los Seattle Seahawks (en español: Halcones Marinos de Seattle) son un equipo profesional de fútbol americano de los Estados Unidos con sede en Seattle, Washington. Compiten en la División Oeste de la Conferencia Nacional (NFC) de la National Football League (NFL) y disputan sus encuentros como locales en el Lumen Field.
Los Seahawks son actualmente, junto a los Tampa Bay Bucaneers, los únicos equipos que han jugado partidos oficiales tanto en la NFC como en la AFC. En cuanto a los títulos, los Seahawks han jugado tres Super Bowl, perdiendo ante los Pittsburgh Steelers en el Super Bowl XL de 2006, perdiendo ante los New England Patriots en el Super Bowl XLIX de 2015 y ganando su primer título de la NFL tras vencer a los Denver Broncos en el 2014 en el Super Bowl XLVIII.

## Historia
De acuerdo con una de las partes acordadas de la fusión de 1970 AFL-NFL, la NFL comenzó a planear el ampliamiento de 26 a 28 equipos. En junio de 1972, Seattle Professional Football Inc., un grupo de Seattle, líderes empresariales y comunitarios, anunció su intención de adquirir una franquicia de la NFL para la ciudad de Seattle. En junio de 1974, la NFL dio a la ciudad una franquicia de expansión. Ese mismo diciembre, el comisionado de la NFL, Pete Rozelle, anunció la firma oficial del contrato de franquicia por Lloyd W. Nordstrom, en representación de la familia Nordstrom como socios mayoritarios del consorcio.
En marzo de 1975, John Thompson, exdirector Ejecutivo del Consejo de Administración de la NFL y exejecutivo de Washington Huskies, fue contratado como gerente general del nuevo equipo. El equipo originalmente iba a ser llamado Seattle Kings, pero el nombre Seattle Seahawks ("Seahawk" es otro nombre que se le da al águila pescadora) fue seleccionado el 17 de junio de 1975, en un concurso de nombres público que atrajo a más de 20 000 personas y más de 1700 nombres diferentes.

### Super Bowl (2014)
En la temporada 2013, los Seahawks continuaron con su racha de la campaña anterior, terminando empatados con los Denver Broncos con el mejor registro de la temporada regular (13-3). Su campaña de 2013 incluyó grandes victorias sobre los Carolina Panthers, los New Orleans Saints y los San Francisco 49ers. Seis jugadores de los Seahawks fueron nombrados al Pro Bowl: Russell Wilson, Max Unger, Marshawn Lynch, Richard Sherman, Earl Thomas y Kam Chancellor. Sin embargo, ninguno de ellos fue capaz de jugar en el Pro Bowl, debido a que los Seahawks derrotaron a los New Orleans Saints, 23-15, y a los San Francisco 49ers, 23-17, en los playoffs para avanzar hasta la Super Bowl XLVIII contra los Denver Broncos.
El 2 de febrero de 2014, los Seahawks ganaron su primer campeonato de Super Bowl, derrotando a Denver 43-8. El rendimiento de la defensa de los Seahawks en 2013 fue aclamado como uno de los mejores de la era del Super Bowl.

## Rivalidades

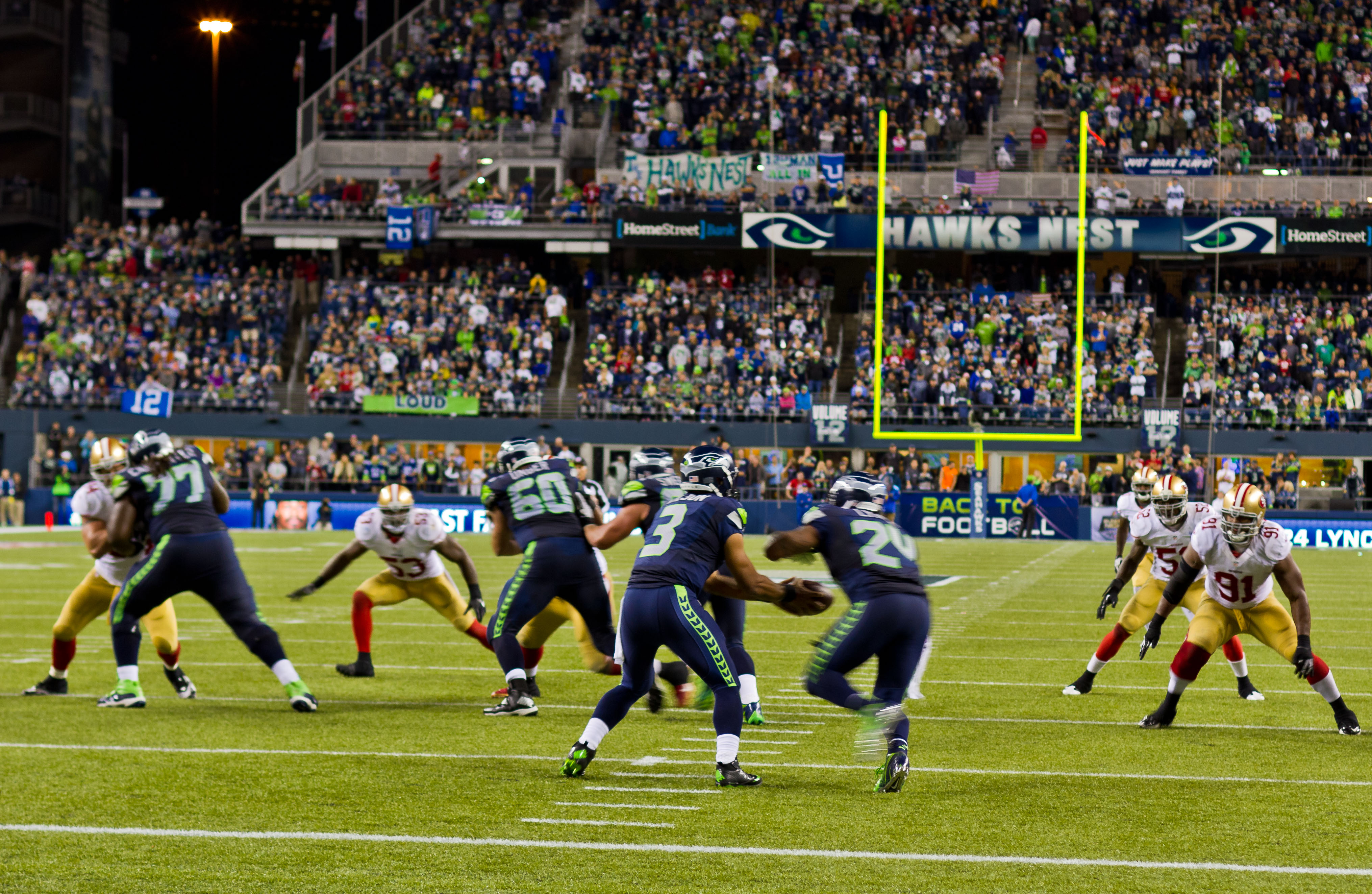
Russell Wilson le entrega el balón a Marshawn Lynch.

### San Francisco 49ers
Los Seahawks y los San Francisco 49ers han comenzado a desarrollar una fuerte rivalidad, empezando por la contratación del entrenador Jim Harbaugh para la temporada 2011. Harbaugh había sido entrenador rival del actual entrenador de los Seahawks, Pete Carroll, durante la universidad Stanford y California del Sur, respectivamente.
Los 49ers ganaron el primer encuentro entre los entrenadores a nivel de NFL, y más tarde, ganar un partido muy cerrado en el CenturyLink Field para eliminar a los Seahawks de los playoffs. En el campeonato de la NFC de 2013, los Seahawks vencieron a los 49ers 23-17, gracias a la intercepción de Malcolm Smith, que fue desviada por Richard Sherman. Esto aseguró que los Seahawks estarían en el Super Bowl XLVIII.
Actualmente Richard Sherman, Cornerback que jugó para los Seattle Seahawks por 7 temporadas (2011-2017), ahora juega para los San Francisco 49ers a pesar de la rivalidad que existe entre ambos equipos.

### St. Louis/Los Ángeles Rams
Los Seahawks también tienen una rivalidad divisional con los St. Louis Rams. En 1997, Los Angeles Rams se trasladaron desde Los Ángeles a San Luis. Desde su llegada a San Luis, Seattle lideró la tabla con un registro de 20-11.
En 2016, los Rams volvieron a mudarse a Los Ángeles.

### Denver Broncos
Antes de la realineación de 2002, los Seahawks y los Broncos fueron rivales divisionales desde 1980. Los Denver Broncos eran un rival importante para los Seahawks. Con John Elway, los Broncos fueron uno de los mejores equipos de la NFL, con un récord de 200-124-1.
El 2 de febrero de 2014, Seattle se enfrentó a Denver en la Super Bowl XLVIII, donde ambos equipos llegaban con la mejor defensa (Seahawks) y el mejor ataque (Broncos) de toda la liga. En esta ocasión, la defensa se impuso al ataque y los Seahawks vencieron a los Broncos 43-8.

### New England Patriots
Otra de las grandes rivalidades surgidas en los últimos años ha sido contra los Patriots. Después de la Super Bowl XLIX, que acabó con la victoria de los Patriots con una intercepción en el último minuto, la rivalidad ha crecido y cuando se volvieron a encontrar en la temporada regular de 2016, Seattle consiguió vencer a los Patriots en el Gillette Stadium por 31-24.

## El jugador número "12"
El jugador número 12 hace referencia al apoyo de los fanes y aficionados de los Seahawks. La camiseta con el número 12 es muy popular entre los partidarios de la franquicia. El primer estadio del equipo, el Kingdome, fue uno de los ambientes más ruidosos y más perturbadores de la NFL. Los equipos rivales tenían que practicar con la música rock a todo volumen para prepararse debido a los altos niveles de decibelios generados en los partidos celebrados en el Kingdome.
Los fanáticos de los Seahawks lograron dos veces el Guinness World Récord por lograr el mayor ruido en un evento deportivo. El primero fue logrado el 15 de septiembre de 2013, donde se registraron 136,6 dB durante un partido contra los San Francisco 49ers y de nuevo el 2 de diciembre de 2013, durante un partido contra los New Orleans Saints, superando la marca anterior con 137,6 dB. Sin embargo, el récord fue batido el 29 de septiembre de 2014, donde los fanes de los Kansas City Chiefs alcanzaron los 142,2 dB en el Arrowhead Stadium.
Antes de cada kickoff como locales, los Seahawks saludan a sus fanes por izar una bandera gigante con el número 12 en el extremo sur del estadio. Actuales y exjugadores, entrenadores, celebridades locales, aficionados, atletas destacados del área de Seattle así como el actual dueño Paul Allen, han levantado la bandera. El 15 de diciembre de 1984, los Seahawks retiraron la camiseta con el número 12 como un homenaje a sus fanes. Antes de su victoria en la Super Bowl, los Seahawks recorrieron todo el estadio con una bandera gigante con el número 12.

## Jugadores

### Números retirados
| Números retirados de Seattle Seahawks |                |        |          |
| Núm.                                  | Jugador        | Posic. | Temp.    |
| 12                                    | 12th man       | FAN    | 1976-act |
| 45                                    | Kenny Easley   | SS     | 1981–87  |
| 71                                    | Walter Jones   | OT     | 1997–09  |
| 80                                    | Steve Largent1 | WR     | 1976–89  |
| 96                                    | Cortez Kennedy | DT     | 1990–00  |

Notas

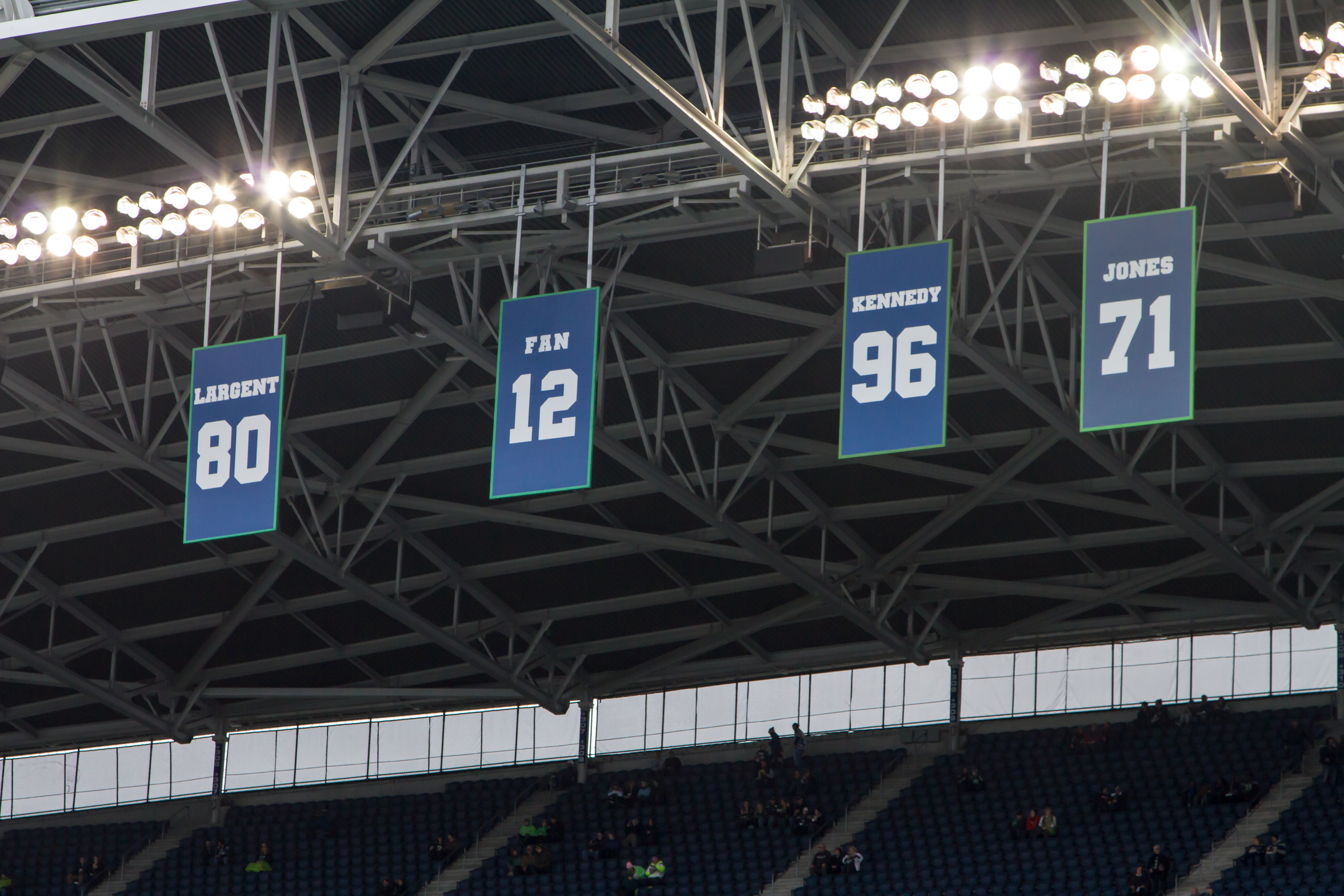
Números retirados de los Seahawks en el CenturyLink Field.

- 1 Jerry Rice usó el número 80 para su temporada de 2004 con los Seahawks. De acuerdo con Rice, el equipo le ofreció el número con el permiso de Largent.[20]

### Salón de la Fama
| Salón de la Fama de Seattle Seahawks |                |                  |              |           |
| Núm.                                 | Nombre         | Posición         | Temporada(s) | Inducción |
| 34                                   | Franco Harris  | Fullback         | 1984         | 1990      |
| 80                                   | Steve Largent  | Wide receiver    | 1976–89      | 1995      |
| 81                                   | Carl Eller     | Defensive end    | 1979         | 2004      |
| 1                                    | Warren Moon    | Quarterback      | 1997–98      | 2006      |
| 93                                   | John Randle    | Tackle defensivo | 2001–03      | 2010      |
| 80                                   | Jerry Rice     | Wide receiver    | 2004         | 2010      |
| 96                                   | Cortez Kennedy | Tackle defensivo | 1990–00      | 2012      |
| 71                                   | Walter Jones   | Tackle ofensivo  | 1997–09      | 2014      |
| 45                                   | Kenny Easley   | Strong safety    | 1981–87      | 2017      |